# Șestaci
Șestaci è un comune della Moldavia situato nel distretto di Șoldănești di 1.184 abitanti al censimento del 2004.